# Woropajewo
Woropajewo (biał. Варапаева, Warapajewa) – osiedle typu miejskiego na Białorusi w obwodzie witebskim w rejonie postawskim, 2,8 tys. mieszkańców (2010), położone 135 km na północ od Mińska. Siedziba sielsowietu Woropajewo.
Siedziba parafii prawosławnej (pw. Zmartwychwstania Pańskiego) i rzymskokatolickiej (pw. św. Michała Archanioła i bł. Michała Kozala BM).

## Historia
W 1744 roku wieś Woropaiew leżała na terenie parafii w Duniłowiczach w dekanacie połockim diecezji wileńskiej.
Od 1843 Woropajewo było częścią guberni wileńskiej Imperium Rosyjskiego. W 1860 roku majątek został wynajęty i był częścią majątku Postawy. Znajdowała się tu cegielnia, młyn wodny oraz gościniec (tawerna). W 1880 roku znajdował się tu majątek będący własnością Przeździeckich. Miejscowość leżała w powiecie dziśnieńskim i wilejskim guberni mińskiej. W latach 1896–1897 wybudowano linię kolejową.
Na mocy traktatu ryskiego z 1921 roku Woropajewo znalazło się w granicach II Rzeczypospolitej Polskiej. Miejscowość była siedzibą wiejskiej gminy Woropajewo, w powiecie postawskim w województwie wileńskim. Obecne miasto posiadało tartak, cegielnię oraz młyny wodny, parowy i elektryczny. W 1923 otworzono szkołę podstawową imienia Józefa Piłsudskiego oraz klub młodzieżowy. W 1932 roku ukończono budowę linii kolejowej Woropajewo–Druja. 8 kwietnia 1932 podczas uroczystego otwarcia linii, pojechał nią pierwszy pociąg. W latach 1931–1937 w lokalnej szklarni pracował Iwan Sikora.
Współczesne miasto w okresie międzywojennym składało się z osady, majątku, stacji kolejowej i leśniczówki. Do 1945 były to osobne jednostki osadnicze o wspólnej nazwie.
W 1939 Woropajewo znalazło się w Białoruskiej SRR, w rejonie duniłowckim, w obwodzie wilejskim. W czasie II wojny światowej od czerwca 1941 do 4 lipca 1944 miasto znalazło się pod okupacją niemiecką.
W 1950 roku osada otrzymała oficjalnie status osiedla typu miejskiego i stała się siedzibą rejonu duniłowickiego. 20 stycznia 1960 Woropajewo stało się częścią rejonu głębockiego, a od 1962 postawskiego.

Kolejarze przed dworcem w Woropajewie w 66 rocznicę urodzin Józefa Piłsudskiego

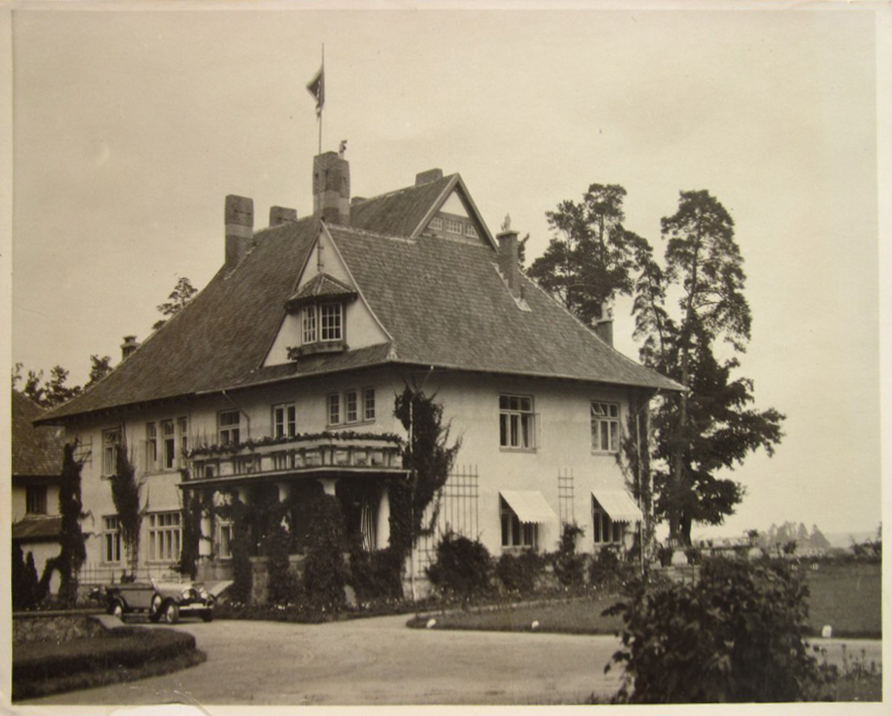
Pałacyk Konstantego Hrabiego Przeździeckiego w latach 30. XX w.

## Obecnie
Przez miejscowość przepływa rzeka Zarzeczanka. W parku w miasteczku znajduje się pomnik żołnierzy radzieckich. W miejscowości znajduje się młyn wodny z przełomu XIX/XX wieku.
Przez Woropajewo przebiega linia kolejowa z Postaw do Królewszczyzny przez Głębokie, przy której znajduje się stacja kolejowa Woropajewo. Przed II wojną światową znajdował się tu drewniany budynek stacji kolejowej, obecnie jest murowany.
W miejscowości znajduje się drewniana parafialna cerkiew prawosławna pw. Zmartwychwstania Pańskiego z początku XX wieku oraz kościół protestancki.

## Demografia
Według Powszechnego Spisu Ludności z 1921 roku oraz spisu z 1931 zamieszkiwało:
- majątek – 233 osoby, 132 były wyznania rzymskokatolickiego, 58 prawosławnego, 9 staroobrzędowego, 31 mojżeszowego i 3 mahometańskiego. Jednocześnie 84 mieszkańców zadeklarowało polską przynależność narodową, 111 białoruską, 25 żydowską, 8 tatarską a 5 inną. Było tu 30 budynków mieszkalnych[4]. W 1931 w 12 domach zamieszkiwało 153 osoby[5].
- stację kolejową – 108 osób, 101 było wyznania rzymskokatolickiego, 7 prawosławnego. Jednocześnie 87 mieszkańców zadeklarowało polską przynależność narodową, 21 białoruską. Było tu 14 budynków mieszkalnych[4]. W osadę i stację kolejową 1931 w 30 domach zamieszkiwało 358 osób[5].
- leśniczówkę – w 1931 w 1 domu zamieszkiwało 14 osób[5].

## Parafia rzymskokatolicka
Parafię założono w 1933 roku, wydzielając ją z parafii w Duniłowiczach. Po zamknięciu kościoła przez Sowietów w 1948 roku, odrodziła się w 1990 roku. Leży w dekanacie postawskim diecezji witebskiej. Kościół parafialny wybudowano w latach 1991-1996.

## Pałacyk hrabiów Przezdzieckich
Pałac został zniszczony podczas I wojny światowej. Odbudowany, ponownie został zniszczony podczas II wojny światowej. Pozostałością po pałacu są budynki folwarczne oraz park.